# Biblioteca de la Universidad de Gante
La Biblioteca de la Universidad de Gante (en neerlandés: Universiteitsbibliotheek Gent) se encuentra en la ciudad de Gante, en el norte de Bélgica. Sirve a la comunidad universitaria de estudiantes e investigadores académicos. La biblioteca se ha transformado en los últimos años, centrándose en la descentralización y la creación de redes en lugar de una instalación central. Algunas colecciones de libros se encuentran en las bibliotecas de las facultades, pero algunos libros convencionales se reunieron en la biblioteca de la Universidad. Una serie de recursos electrónicos están disponibles en la red UGent como parte de una "biblioteca digital".
En 1942, la Torre de los Libros (Boekentoren) fue inaugurada, situada junto a la Blandijn, que alberga la Facultad de Filosofía y Letras. Diseñada por Henry van de Velde, y construida en 1933-1936, desde entonces ha sido la característica arquitectónica principal de la biblioteca y la cuarta torre de Gante (junto a la torre de la iglesia de San Nicolás, el Beffroy y la torre de la  catedral de San Bavón ).